# Bukovački Antunovac
Bukovački Antunovac (1971-ig Aleksandrovac Mikleuški, 1991-ig Aleksandrovac) falu Horvátországban Verőce-Drávamente megyében. Közigazgatásilag Újbakócához tartozik.

## Fekvése
Verőcétől légvonalban 38, közúton 42 km-re délkeletre, községközpontjától 3 km-re délkeletre, Nyugat-Szlavóniában, a Drávamenti-síkságon, a 2-es számú, Drávamenti főút mentén, Újbakóca és Szentmiklós között fekszik.

## Története
A település határában már a bronzkorban emberi település volt. Erre utalnak az itt található hamvasztásos temető maradványai, melyeket a hosszan tartó mezőgazdasági művelés nagyrészt megsemmisített. A temetőből csupán két tumulus maradt az 51-es számú háztól keletre, a Mađarac család földjén.
A mai település 20. század első felében keletkezett Szentmiklós északi, Hercegovac nevű határrészén. Lakosságát 1921-ben számlálták meg először, akkor 42-en lakták. 1931-től számít önálló településnek. Az 1960-as évektől fogva a fiatalok elvándorlása miatt a lakosság száma folyamatosan csökken. 1991-ben lakosságának 83%-a szerb, 8%-a horvát nemzetiségű volt. 2011-ben 198 lakosa volt.

## Lakossága
| Lakosság változása | Lakosság változása | Lakosság változása | Lakosság változása | Lakosság változása | Lakosság változása | Lakosság változása | Lakosság változása | Lakosság változása | Lakosság változása | Lakosság változása | Lakosság változása | Lakosság változása | Lakosság változása | Lakosság változása | Lakosság változása |
| ------------------ | ------------------ | ------------------ | ------------------ | ------------------ | ------------------ | ------------------ | ------------------ | ------------------ | ------------------ | ------------------ | ------------------ | ------------------ | ------------------ | ------------------ | ------------------ |
| 1857               | 1869               | 1880               | 1890               | 1900               | 1910               | 1921               | 1931               | 1948               | 1953               | 1961               | 1971               | 1981               | 1991               | 2001               | 2011               |
| 0                  | 0                  | 0                  | 0                  | 0                  | 0                  | 42                 | 401                | 503                | 582                | 526                | 460                | 440                | 376                | 308                | 198                |

(1931-től önálló településként.)

## Nevezetességei
Bronzkori régészeti lelőhely a település határában.